# Robert Koch-instituttet
Robert Koch-instituttet (RKI) er en tysk forbundsinstitution med ansvar for kontrol og forebyggelse af sygdom. RKI ligger i Berlin og Wernigerode og er en del af Forbundssundhedsministeriet.

## Historie
Instituttet blev grundlagt af Robert Koch i 1891 som Das Königlich Preußische Institut für Infektionskrankheiten. Direktøren fra 1917-1933 var Fred Neufeld, som foretog den første typeinddeling af pneumokokker.